# 花奇鱂
花奇鱂，為輻鰭魚綱鯉齒目鯉齒亞目花鳉科的其中一種，分布於中美洲瓜地馬拉Finca河流域，體長可達4公分，屬肉食性，生活習性不明。